# Dufourea metallica
Dufourea metallica är en biart som beskrevs av Morawitz 1890. Dufourea metallica ingår i släktet solbin, och familjen vägbin. Inga underarter finns listade i Catalogue of Life.